# Spektralsatz
Unter dem Begriff Spektralsatz versteht man verschiedene miteinander verwandte mathematische Aussagen aus der Linearen Algebra und der Funktionalanalysis. Die einfachste Variante macht eine Aussage über die Diagonalisierbarkeit einer bestimmten Klasse von Matrizen. Die weiteren hier betrachteten Spektralsätze übertragen dieses Prinzip auf Operatoren zwischen unendlichdimensionalen Räumen. Der Name leitet sich vom „Spektrum“ der Eigenwerte her.

## Spektralsatz für Endomorphismen endlichdimensionaler Vektorräume

### Aussage
Für einen endlichdimensionalen unitären {\displaystyle \mathbb {K} }-Vektorraum (z. B. {\displaystyle \mathbb {K} =\mathbb {R} } oder {\displaystyle \mathbb {K} =\mathbb {C} }) existiert genau dann eine Orthonormalbasis von Eigenvektoren eines Endomorphismus, wenn dieser normal ist und alle Eigenwerte zu {\displaystyle \mathbb {K} } gehören.
In Matrixsprechweise bedeutet dies, dass eine Matrix genau dann unitär diagonalisierbar ist, wenn sie normal ist und nur Eigenwerte aus {\displaystyle \mathbb {K} } hat. Eine weitere gebräuchliche Formulierung ist, dass eine Matrix {\displaystyle A} genau dann normal ist, wenn sie unitär diagonalisierbar ist, also eine unitäre Matrix {\displaystyle U} (gleicher Dimension) existiert, so dass
{\displaystyle U^{*}AU=D}
mit {\displaystyle D:={\text{diag}}(\lambda _{1},\ldots ,\lambda _{n})}, eine Diagonalmatrix mit den Eigenwerten {\displaystyle \lambda _{1},\ldots ,\lambda _{n}} von {\displaystyle A} auf der Hauptdiagonalen, ist.

### Bemerkungen
- Für {\displaystyle \mathbb {K} =\mathbb {C} } ist die Bedingung, dass alle Eigenwerte in {\displaystyle \mathbb {K} } liegen, stets erfüllt ({\displaystyle \mathbb {C} } ist algebraisch abgeschlossen nach dem Fundamentalsatz der Algebra), also sind hier alle normalen Matrizen unitär diagonalisierbar. Für {\displaystyle \mathbb {K} =\mathbb {R} } gilt dies nicht.

- Ein selbstadjungierter Endomorphismus bzw. eine hermitesche Matrix hat nur reelle Eigenwerte. Der Spektralsatz besagt also, dass alle hermiteschen Matrizen diagonalisierbar sind und ein Endomorphismus genau dann selbstadjungiert ist, wenn es eine Orthonormalbasis von Eigenvektoren gibt und alle Eigenwerte reell sind. Insbesondere sind reelle symmetrische Matrizen stets diagonalisierbar.

- Der Spektralsatz ist Grundlage für die Spektralzerlegung.

## Spektralsatz für kompakte Operatoren

### Aussage
Sei {\displaystyle H} ein {\displaystyle \mathbb {K} }-Hilbertraum und {\displaystyle T\colon H\to H} ein linearer kompakter Operator, der im Fall {\displaystyle \mathbb {K} =\mathbb {C} } normal beziehungsweise im Fall {\displaystyle \mathbb {K} =\mathbb {R} } selbstadjungiert ist. Dann existiert ein (eventuell endliches) Orthonormalsystem {\displaystyle e_{1},e_{2},\ldots } sowie eine Nullfolge {\displaystyle (\lambda _{k})_{k\in \mathbb {N} }} in {\displaystyle \mathbb {K} \backslash \{0\}}, so dass
{\displaystyle H=\ker(T)\oplus {\overline {\operatorname {span} (\{e_{1},e_{2},\ldots \})}}}
sowie
{\displaystyle Tx=\sum _{k=1}^{\infty }\lambda _{k}\langle e_{k},x\rangle e_{k}}
für alle {\displaystyle x\in H} gilt. Die {\displaystyle \lambda _{k}} sind für alle {\displaystyle k\in \mathbb {N} } Eigenwerte von {\displaystyle T} und {\displaystyle e_{k}} ist ein Eigenvektor zu {\displaystyle \lambda _{k}}. Außerdem gilt {\displaystyle \textstyle \|T\|=\sup _{k\in \mathbb {N} }|\lambda _{k}|}, wobei {\displaystyle \|\cdot \|} die Operatornorm ist.

### Projektionsversion des Spektralsatzes
Man kann den Spektralsatz für kompakte Operatoren mit Hilfe von Orthogonalprojektionen umformulieren. Sei {\displaystyle H} wieder ein {\displaystyle \mathbb {K} }-Hilbertraum und {\displaystyle T\colon H\to H} ein linearer kompakter Operator, der im Fall {\displaystyle \mathbb {K} =\mathbb {C} } normal beziehungsweise im Fall {\displaystyle \mathbb {K} =\mathbb {R} } selbstadjungiert ist. Mit {\displaystyle E_{k}} wird die Orthogonalprojektion auf den zu {\displaystyle \lambda _{k}} gehörenden Eigenraum {\displaystyle \operatorname {ker} (\lambda _{k}\mathrm {id} _{H}-T)} bezeichnet. Der Operator {\displaystyle E_{k}} hat also die Darstellung {\displaystyle \textstyle E_{k}x=\sum \limits _{i=1}^{d_{k}}\langle e_{i}^{k},x\rangle e_{i}^{k}}, wobei {\displaystyle d_{k}} die Dimension des Eigenraums {\displaystyle \operatorname {ker} (\lambda _{k}\mathrm {id} _{H}-T)} und {\displaystyle \{e_{1}^{k},\ldots ,e_{d_{k}}^{k}\}} eine Orthonormalbasis des Eigenraums ist. Dann kann der Spektralsatz umformuliert werden: Es existiert eine Nullfolge von Eigenwerten {\displaystyle (\lambda _{k})_{k\in \mathbb {N} }} in {\displaystyle \mathbb {K} \backslash \{0\}}, sodass
{\displaystyle Tx=\sum \limits _{k=1}^{\infty }\lambda _{k}E_{k}x}
für alle {\displaystyle x\in H} gilt. Diese Reihe konvergiert nicht nur punktweise, sondern auch bezüglich der Operatornorm.

## Spektralsatz für beschränkte Operatoren

### Aussage
Sei {\displaystyle H} ein Hilbertraum und {\displaystyle T\colon H\to H} ein selbstadjungierter stetiger linearer Operator. Dann existiert ein eindeutig bestimmtes Spektralmaß {\displaystyle E\colon \Sigma \to L(H,H)} mit kompaktem Träger in {\displaystyle \mathbb {R} } mit
{\displaystyle T=\int \limits _{\sigma (T)}\lambda \,\mathrm {d} E_{\lambda }.}
Dabei bezeichnet {\displaystyle \Sigma } die borelsche σ-Algebra von {\displaystyle \mathbb {R} }, {\displaystyle L(H,H)} die Menge der beschränkten Operatoren auf {\displaystyle H} und {\displaystyle \sigma (T)} das Spektrum von {\displaystyle T}.

### Zusammenhang zu den vorigen Spektralsätzen
- Ist {\displaystyle H} endlichdimensional, gilt also {\displaystyle H\cong \mathbb {C} ^{n}}, so besitzt der selbstadjungierte Operator {\displaystyle T} die paarweise verschiedenen Eigenwerte {\displaystyle \mu _{1},\ldots ,\mu _{m}} und es gilt wie im Artikel schon dargestellt
{\displaystyle T=\sum _{i=1}^{m}\mu _{i}E_{\{\mu _{i}\}},}
wobei {\displaystyle E_{\{\mu _{i}\}}} die Orthogonalprojektion auf den Eigenraum {\displaystyle \operatorname {ker} (\mu _{i}-T)} von {\displaystyle \mu _{i}} ist. Das Spektralmaß von {\displaystyle T} ist dann für alle {\displaystyle A\in \Sigma } durch
{\displaystyle E_{A}=\sum _{\{i:\mu _{i}\in A\}}E_{\{\mu _{i}\}}}
gegeben. Daher reduziert sich der Spektralsatz für beschränkte Operatoren mit {\displaystyle \textstyle T=\sum \limits _{i=1}^{m}\mu _{i}E_{\{\mu _{i}\}}} auf den Spektralsatz aus der linearen Algebra.
- Sei {\displaystyle T\colon H\to H} ein linearer kompakter Operator, so wurde im Artikel ebenfalls dargestellt, dass für solche Operatoren ein Spektralsatz existiert. Sei {\displaystyle (\mu _{i})_{i\in \mathbb {N} }} die Folge der Eigenwerte von {\displaystyle T} und wählt man wieder {\displaystyle \textstyle E_{A}=\sum \limits _{\{i:\mu _{i}\in A\}}E_{\{\mu _{i}\}}} als Spektralmaß, wobei die Summe dann im Allgemeinen abzählbar viele Summanden hat und punktweise, aber nicht bezüglich der Operatornorm, konvergiert, dann vereinfacht sich der Spektralsatz für beschränkte Operatoren zu
{\displaystyle T=\sum \limits _{i=1}^{\infty }\mu _{i}E_{\{\mu _{i}\}}.}
Daher umfasst der Spektralsatz für beschränkte Operatoren auch den Spektralsatz für kompakte Operatoren.

### Beispiel
Der Operator {\displaystyle T\colon L^{2}([0,1])\to L^{2}([0,1])} definiert durch {\displaystyle T(x)(t)=t\cdot x(t)} ist selbstadjungiert mit {\displaystyle \sigma (T)\subset [0,1]} und besitzt keine Eigenwerte. Das Spektralmaß {\displaystyle E_{A}x=\chi _{A\cap [0,1]}x} mit {\displaystyle A\in \Sigma } ist ein Spektralmaß mit kompaktem Träger. Es stellt {\displaystyle T} dar, denn es gilt
{\displaystyle \int \lambda \,\mathrm {d} \langle E_{\lambda }x,y\rangle =\int \limits _{[0,1]}\lambda x(\lambda ){\overline {y(\lambda )}}\,\mathrm {d} \lambda =\langle Tx,y\rangle _{L^{2}([0,1])}.}

### Messbarer Funktionalkalkül
Sei {\displaystyle T\in L(H,H)} ein selbstadjungierter Operator. Der messbare Funktionalkalkül ist ein eindeutig bestimmter, stetiger, involutiver Algebrenhomomorphismus {\displaystyle {\hat {\Phi }}\colon {\mathcal {B}}(\sigma (T))\to L(H,H)}. Mit Hilfe der Spektralzerlegung erhält man eine einfache Darstellung dieser Abbildung. Es gilt nämlich
{\displaystyle {\hat {\Phi }}(f)=f(T)=\int \limits _{\sigma (T)}f(\lambda )\mathrm {d} E_{\lambda }.}

## Spektralsatz für unbeschränkte Operatoren
Ist {\displaystyle A} ein dicht definierter normaler Operator auf einem komplexen Hilbertraum {\displaystyle H},
so existiert ein eindeutig bestimmtes Spektralmaß {\displaystyle E}
auf den Borel-Mengen von {\displaystyle \mathbb {C} }, so dass folgendes gilt ({\displaystyle \sigma (A)} sei das Spektrum von {\displaystyle A}):
- {\displaystyle A=\int \limits _{\sigma (A)}z\,\mathrm {d} E(z)}
- Für eine Menge {\displaystyle M\subseteq \mathbb {C} } mit {\displaystyle M\cap \sigma (A)=\emptyset } gilt {\displaystyle E(M)=0}.
- Für eine offene Menge {\displaystyle M\subseteq \mathbb {C} } mit {\displaystyle M\cap \sigma (A)\neq \emptyset } gilt {\displaystyle E(M)\neq 0}.

Ein selbstadjungierter Operator ist normal mit reellem Spektrum; man kann das obige Integral also auf reelle Zahlen beschränken.
Der Definitionsbereich ist gegeben durch
{\displaystyle D(A)=\left\{x\in H\left|\;\int \limits _{\sigma (A)}|\lambda |^{2}\mathrm {d} \langle E_{\lambda }x,x\rangle <\infty \right.\right\}}
und der quadratische Formenbereich durch
{\displaystyle Q(A)=\left\{x\in H\left|\;\int \limits _{\sigma (A)}|\lambda |\mathrm {d} \langle E_{\lambda }x,x\rangle <\infty \right.\right\}}.
Letzterer ist offensichtlich der maximale Definitionsbereich für die zugehörige quadratische Form {\displaystyle \langle Ax,x\rangle }, die in der Quantenmechanik besonders wichtig ist.
Eine äquivalente Formulierung des Spektralsatzes lautet, dass {\displaystyle A} unitär äquivalent zu einem Multiplikationsoperator über einem Raum {\displaystyle L_{2}(\Omega )} (für einen Maßraum {\displaystyle \Omega }) mit einer komplexwertigen messbaren Funktion {\displaystyle f\colon \Omega \to \mathbb {C} } ist; ist {\displaystyle A} selbstadjungiert, so ist {\displaystyle f} reellwertig.
Ein normaler Operator im Komplexen kann in der Regel als Summe zweier mit der reellen bzw. der imaginären Einheit multiplizierter, miteinander vertauschbarer selbstadjungierter Operatoren geschrieben werden („Realteil“ + {\displaystyle i\,}„Imaginärteil“), {\displaystyle A={\hat {W}}_{1}+i{\hat {W}}_{2}\,,{\hat {W}}_{i}\equiv {\hat {W}}_{i}^{\dagger }\,,\,{\hat {W}}_{1}{\hat {W}}_{2}={\hat {W}}_{2}{\hat {W}}_{1}\,.} Ferner gilt – wegen der Vertauschbarkeit der {\displaystyle {\hat {W}}_{i}} –, dass der Operator {\displaystyle {\hat {W}}_{2}\,} und der Operator {\displaystyle {\hat {W}}_{1}} dieselben Eigenvektoren haben (trotz ggf. verschiedener Eigenwerte). So könnte {\displaystyle W_{2}} eine Funktion des selbstadjungierten Operators {\displaystyle {\hat {W}}_{1}} sein, {\displaystyle {\hat {W}}_{2}\equiv f_{2}({\hat {W}}_{1})\,,} mit geeignetem {\displaystyle f_{2}}. Dann käme es letztlich nur auf eine einzige (reelle!) Spektraldarstellung an, etwa die von {\displaystyle {\hat {W}}_{1}\,\,(={\frac {A+A^{\dagger }}{2}})}, und es würde zum Beispiel gelten, dass
 {\displaystyle \textstyle {\hat {W}}_{1}=\int \limits _{x\in \sigma ({\hat {W}}_{1})}\,x\,\mathrm {d} E(x)}   und   {\displaystyle \textstyle {\hat {W}}_{2}\,\,(={\frac {A-A^{\dagger }}{2i}})=\int \limits _{x\in \sigma ({\hat {W}}_{1})}\,f_{2}(x)\,\mathrm {d} E(x)} ist.

## Rolle in der Quantenmechanik
In der Quantenmechanik hat der Spektralsatz („Entwicklungssatz“) eine zentrale Bedeutung, da messbare physikalische Größen, sogenannte „Observablen“, durch selbstadjungierte Operatoren auf einem Hilbertraum dargestellt werden.
Die möglichen Einzelmesswerte einer Observablen entsprechen ihrem Spektrum, welches in Punktspektrum (oder „diskretes Spektrum“) und kontinuierliches
Spektrum zerfällt. Die Elemente des Punktspektrums werden auch Eigenwerte genannt. Für eine diskrete Observable, d. h. eine Observable ohne kontinuierliches Spektrum, wird der Spekralsatz meist in der Form 
{\displaystyle T=\sum _{k}\lambda _{k}E_{k}}
geschrieben, wobei die {\displaystyle E_{k}} die Projektionsoperatoren auf die zu den Eigenwerten {\displaystyle \lambda _{k}} gehörenden Unterräumen sind.

## Geschichte
Der Spektralsatz für kompakte selbstadjungierte Operatoren und der für beschränkte selbstadjungierte Operatoren gehen insbesondere auf Arbeiten von David Hilbert zurück. Er veröffentlichte 1906 in seiner 4. Mitteilung einen Beweis für diese Aussagen. Hilberts Darstellung der Sätze unterscheidet sich freilich stark von der heutigen Darstellung. Anstatt des Spektralmaßes verwendete er das Stieltjes-Integral, das Thomas Jean Stieltjes erst 1894 zur Untersuchung von Kettenbrüchen eingeführt hatte. Nach Hilbert wurden für den Spektralsatz für beschränkte und unbeschränkte Operatoren Beweise unter anderem von Riesz (1930–1932) und Lengyel und Stone (1936) und für den unbeschränkten Fall auch von Leinfelder (1979) gefunden.